# Garcibuey
Garcibuey és un municipi de la província de Salamanca, a la comunitat autònoma de Castella i Lleó.